# 凤凰山铁矿遗址
凤凰山铁矿遗址位于中国江西省新余市分宜县湖泽镇新余钢铁厂铁坑铁矿北侧约500米的下贵山凤凰山，2013年被列为第七批全国重点文物保护单位。
凤凰山铁矿遗址南北长500米，东西宽300米，文化堆积约1.5-3米。在遗址中发现了冶铁炉、铸模数十座，以及大量铁渣、铁硫、生铁块，并有开元、咸平年号的钱币、唐宋风格的瓷器、洪武纪年的铭文砖等。